# 완추트

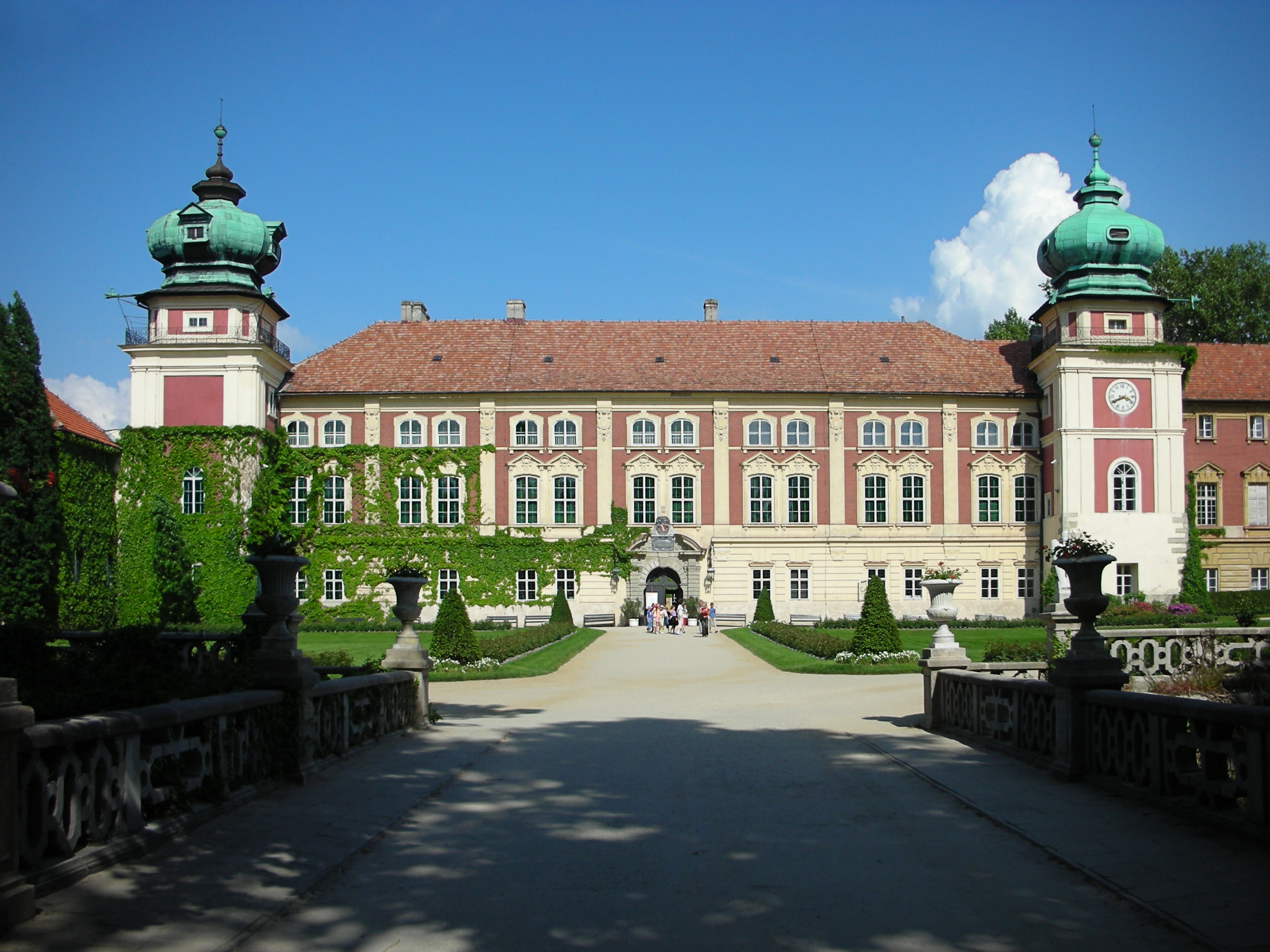
완추트 성

완추트(폴란드어: Łańcut, 독일어: Landshut, 이디시어: לאַנצוט)는 폴란드 남동부 포트카르파츠키에주에 위치한 도시로 면적은 19.43km2, 인구는 18,067명(2012년 기준), 인구 밀도는 930명/km2이다.
1349년 폴란드의 카지미에시 3세 국왕에 의해 마그데부르크법에 따른 도시 특권을 받았다. 1641년에는 완추트 성이 준공되었다. 1772년에 일어난 제1차 폴란드 분할 이후부터 1918년에 일어난 폴란드의 독립 이전까지는 합스부르크 군주국의 지배를 받았다.

시 문장

## 자매 도시
- 슬로바키아 레보차
- 체코 리토미슐
- 슬로베니아 피란
- 헝가리 케스트헤이
- 포르투갈 타비라
- 우크라이나 우만
- 헝가리 벌머주이바로시
- 헝가리 벅털로란트하저
- 이탈리아 카스텔누오보보르미다